# Ingenting är heligt
Ingenting är heligt (originaltitel: Sacred) är en kriminalroman från 1997 av Dennis Lehane. Den är den tredje boken i serien om detektivparet Patrick Kenzie och Angie Gennaro.
Den svenska utgåvan gavs ut hösten 2007, efter både tidigare och senare böcker i serien. Albert Bonniers förlag, som ger ut de svenska utgåvorna av Lehanes verk, har kritiserats för att inte ge ut böckerna i rätt ordningsföljd.

## Handling
Gennaro och Kenzie får i uppdrag av den framgångsrike och hänsynslöse affärsmannen Trevor Stone att leta reda på hans dotter Desiree. Desiree har på kort tid förlorat både sin mor och sin pojkvän. Dessutom är hennes far döende. Toppdetektiven Jay Becker som först fick uppdraget har försvunnit. Den sorgsna Desiree visar sig ha tagit kontakt med en klinik för sorgdrabbade. Sedan har en chef på kliniken försvunnit tillsammans med en stor summa pengar. Det visar sig vara ett farligt uppdrag, och Gennaro och Kenzie förstår snart att inget är som det ser ut att vara och ingenting är heligt.

## Utgåvor på svenska
- 2007 - ISBN 978-91-0-011335-3 Inbunden
- 2008 - ISBN 978-91-0-012055-9 Pocket
- 2008 - ISBN 978-91-7953660-2 Ljudbok